# Episodi di Mayans M.C. (quinta stagione)
La quinta e ultima stagione della serie televisiva Mayans M.C., composta da 10 episodi, è stata trasmessa in prima visione negli Stati Uniti d'America sul canale via cavo FX dal 24 maggio al 19 luglio 2023.
In Italia, la stagione è stata pubblicata interamente il 18 ottobre 2023 su Disney+. 
| nº | Titolo USA                                                    | Titolo Italiano                            | Prima TV USA   | Prima TV Italia |
| -- | ------------------------------------------------------------- | ------------------------------------------ | -------------- | --------------- |
| 1  | I Hear the Train A-Comin                                      | Il prezzo della guerra                     | 24 maggio 2023 | 18 ottobre 2023 |
| 2  | Lord Help My Poor Soul                                        | Guerra all'ultimo sangue                   | 24 maggio 2023 | 18 ottobre 2023 |
| 3  | Do You Hear the Rain?                                         | La senti la pioggia?                       | 31 maggio 2023 | 18 ottobre 2023 |
| 4  | I See the Black Light                                         | Vedo la luce nera                          | 7 giugno 2023  | 18 ottobre 2023 |
| 5  | I Want Nothing but Death                                      | Non desidero altro che la morte            | 14 giugno 2023 | 18 ottobre 2023 |
| 6  | My Eyes Filled and Then Closed on the Last of Childhood Tears | L'ultimo addio                             | 21 giugno 2023 | 18 ottobre 2023 |
| 7  | To Fear of Death, I Eat the Stars                             | Per paura della morte, io mangio le stelle | 28 giugno 2023 | 18 ottobre 2023 |
| 8  | Her Blacks Crackle and Drag                                   | Tornerà                                    | 5 luglio 2023  | 18 ottobre 2023 |
| 9  | I Must Go in Now for the Fog is Rising                        | Devo andare, si alza la nebbia             | 12 luglio 2023 | 18 ottobre 2023 |
| 10 | Slow to Bleed Fair Son                                        | E guerra sia                               | 19 luglio 2023 | 18 ottobre 2023 |